# Synthymia diffusa
Synthymia diffusa là một loài bướm đêm trong họ Noctuidae.